# Albert Brooks
Albert Lawrence Einstein, mais conhecido como Albert Brooks (Beverly Hills, 22 de julho de 1947) é um ator, dublador, escritor, comediante e diretor americano. Ele recebeu uma nomeação ao Oscar em 1987 por seu papel em Broadcast News. Interpretou Marlin, o peixe-palhaço em Procurando Nemo, e interpretou vários papéis na série de televisão Os Simpsons, além de Russ Cargill em The Simpsons Movie. Também escreveu e dirigiu vários filmes de comédia, como Lost in America (1985) e Em Defesa da Vida (1991), e é o autor da sátira 2030: A história real do que acontece para a América (2011).

## Início da vida
Brooks nasceu em Beverly Hills, California, filho de Thelma Leeds, uma cantora e atriz, e Harry Einstein, um comediante de rádio que realizou em Eddie Cantor, um programa de rádio e era conhecido como Parkyakarkus. Seus irmãos são cômicos atores Bob Einstein, mais conhecido por seu nome artístico Super Dave Osborne, e Cliff Einstein, sócio e diretor criativo de longa data, em Los Angeles agência de publicidade Dailey & Associates. Seu meio-irmão era Charles Einstein (1926-2007), um escritor de televisão como Playhouse 90 e Lou Grant. Brooks é judeu; avós emigraram da Áustria e Rússia. Ele cresceu entre as famílias do show no sul da Califórnia, participando de Beverly Hills High School com Richard Dreyfuss e Rob Reiner.

## Filmografia
- 1976 - Taxi Driver
- 1979 - Real Life
- 1980 - Private Benjamin
- 1981 - Modern Romance
- 1983 - Twilight Zone: The Movie
- 1983 - Terms of Endearment
- 1984 - Unfaithfully Yours
- 1985 - Lost in America
- 1987 - Broadcast News
- 1991 - Defending Your Life
- 1994 - I'll Do Anything
- 1994 - Scout
- 1996 - Mother
- 1997 - Critical Care
- 1998 - Dr. Dolittle
- 1998 - Out of Sight
- 1999 - The Muse
- 2001 - My First Mister
- 2003 - Hey Arnold!: The Movie
- 2003 - The In-Laws
- 2003 - Finding Nemo - Marlin (voz)
- 2006 - Looking for Comedy in the Muslim World
- 2007 - The Simpsons Movie
- 2011 - Drive
- 2012 - This Is 40
- 2016 - Finding Dory
- 2016 - The Secret Life of Pets
- TBA - Ella McCay